# Norbert Prangenberg
Norbert Prangenberg (* 23. Juni 1949 in Nettesheim bei Köln; † 29. Juni 2012 in Krefeld) war ein deutscher Maler, Grafiker, Bildhauer und Glasdesigner.

## Leben und Werk
Prangenberg absolvierte von 1963 bis 1967 eine Goldschmiedelehre bei C. Kesseler in Köln. Daneben entstanden seit 1965 erste Holzschnitte und Zeichnungen und seit 1978 Linolschnitte. In den achtziger Jahren fertigte er Skulpturen aus glasiertem Ton, großdimensionierte Amphoren und Hohlkörper, die er „Figuren“ nannte. In dieser Zeit entstand mit aquarellierten Zeichnungen und großformatige Öl- und Pastellbilder auch ein umfangreiches malerisches Werk. Von 1973 bis 1976 war er als Designer im Entwurfsbüro der Glashüttenwerke Peill+Putzler in Düren beschäftigt. Seit 1976 arbeitete er als freier Designer unter anderem für die Glashütte Süßmuth in Immenhausen. Hier entstanden unter vielen anderen die Kelchglasserie ARABESK, ausgezeichnet mit dem Preis design 78 sowie die Serien BORNHOLM und ÖLAND, ausgezeichnet mit Design plus HiF 84. Seit 2003 ergänzte Prangenberg seine Malerei mit Keramiken in Majolikatechnik, die das organische Formen- und Farbrepertoire des Künstlers aufnahmen.
Seit 1993 hatte Prangenberg eine Professur für Keramik und Glasmalerei an der Akademie der Bildenden Künste in München inne. Prangenberg lebte und arbeitete in München und Niederarnbach (bei Ingolstadt). Am 9. Juli 2012 wurde er auf dem Alten Friedhof in Rommerskirchen beigesetzt.

## Ausstellungen
- 1982 documenta 7, Kassel; Museum Haus Lange, Krefeld; Bonner Kunstverein (mit Horst Münch)
- 1983 Gesellschaft für Aktuelle Kunst, Bremen, Gruppenausstellung Skulptur und Farbe
- 1985 Kunsthalle Bremen, Bremer Kunstpreis
- 1986 Biennale of Sydney, Sydney (Australien)
- 1986 Gesellschaft für Aktuelle Kunst, Bremen
- 1987 Bonner Kunstverein, Wechselströme
- 1987 Museum Morsbroich, Leverkusen, Mit Messer und Eisen. Holz- und Linolschnitte der Gegenwart
- 1988 Neues Rathaus, Reutlingen
- 1990 Badischer Kunstverein, Karlsruhe
- 2000 Zeche Zollverein, Essen, Arbeiten auf Papier und keramische Skulpturen
- 2004 Kaiser-Wilhelm-Museum, Krefeld; Graphische Sammlung Museum Ludwig, Köln, Die weite Welt
- 2005 Staatliche Graphische Sammlung München/Pinakothek der Moderne, München, Bilder vom Stein; Staatliche Kunsthalle Karlsruhe, Zeichnung 1978–2004
- 2007 Museum Haus Lange – Haus Esters, Krefeld, Als wäre nichts gesagt
- 2008 Kunstverein Lippstadt, Über und Über – oder: Wer malt den Mücken die Flügel; Staatliche Graphische Sammlung München/Pinakothek der Moderne, München, Die Gegenwart der Linie
- 2008 Venustas et Fortuna. Retrospective der Skulpturen, Kunstmuseum Kloster Unser Lieben Frauen, Magdeburg
- 2012/2013: Norbert Prangenberg. „Winterreise“, Städtisches Kunstmuseum Spendhaus Reutlingen,[3] Städtische Galerie Villa Zanders, Bergisch Gladbach[4]
- 2019 Ernst Barlach Haus, Hamburg, Formfreude. 70 Werke zum 70. Geburtstag[5]
- 2023 Skulpturenhalle Neuss

## Werke in öffentlichen Sammlungen
- Neues Museum Weserburg, Bremen
- Museum Ludwig, Köln
- Sammlung zeitgenössischer Kunst der Bundesrepublik Deutschland, Bonn
- Staatliche Graphische Sammlung München
- Glasmuseum Immenhausen
- Kunstmuseum Kloster Unser Lieben Frauen
- Städtisches Kunstmuseum Spendhaus Reutlingen

## Auszeichnungen
- 1981: Förderpreis des Landes Nordrhein-Westfalen für Bildende Kunst